# Pionierowie (powieść)
Pionierowie (ang. The Pioneers: The Sources of the Susquehanna; a Descriptive Tale) – powieść przygodowa amerykańskiego pisarza Jamesa Fenimore’a Coopera. Czwarta z cyklu Pięcioksiąg przygód Sokolego Oka, wydana w 1823 roku jako pierwsza. W Polsce po raz pierwszy ukazała się w 1929 roku.
Koniec XVIII w. i obraz początków istnienia Stanów Zjednoczonych Ameryki, ukazany poprzez pełne trudów życie pionierów. Karczując puszczę pod uprawy, walcząc z Indianami i rabusiami, opanowują coraz to nowe tereny. Zmiany te trudno zaakceptować myśliwemu i samotnikowi Natanielowi Bumppo (Sokole Oko), zwanemu w tej części cyklu Skórzaną Pończochą. On sam wzbudza z kolei dużą nieufność kolonistów. Wszyscy znajdują jednak wspólny język i stają się sobie bliscy w obliczu niebezpieczeństwa. Miłość tajemniczego Olivera Edwardsa – wnuka dawnego dowódcy Sokolego Oka do Elizabeth – córki sędziwego sędziego Temple to wątek romantyczny powieści.
Szczególnie znany jest rozdział dwudziesty drugi, "The Slaughter of the Pigeons", o niszczeniu środowiska naturalnego przez cywilizację.